# برینگ پوینت
برینگ پوینت (انگلیسی: BearingPoint) شرکت فناوری اطلاعات و خدمات حرفه‌ای هلندی است، که در سال ۱۹۹۷ تأسیس شد.
برینگ پوینت یک شرکت مشاوره مدیریت و فناوری چندملیتی است که دفتر مرکزی آن در آمستردام، هلند قرار دارد. این شرکت در ۲۴ کشور با حدود ۶۲۰۰ کارمند فعالیت دارد.
این شرکت از عملیات خدمات مشاوره‌ای کی‌پی‌ام‌جی سرچشمه گرفته است؛ آنها در سال ۱۹۹۷ به یک واحد تجاری مجزا تبدیل شدند و در سال ۲۰۰۰ به‌طور کامل از هم جدا شدند. پس از عرضه اولیه سهام در سال ۲۰۰۱، این شرکت در اکتبر ۲۰۰۲ به برینگ پوینت تغییر نام داد.
در فوریه ۲۰۰۹، واحد آمریکایی این شرکت طبق فصل ۱۱ قانون ورشکستگی، اعلام ورشکستگی کرد. بخش‌هایی از این کسب و کار به دیلویت، پی‌دبلیوسی، سی‌اس‌سی و پروت سیستمز فروخته شد. پس از تجدید ساختار و خرید مدیریت در اوت ۲۰۰۹، عملیات مداوم برینگ پوینت به عنوان یک مشارکت مستقر در هلند سازماندهی شد.